# Röda bron, Jerevan

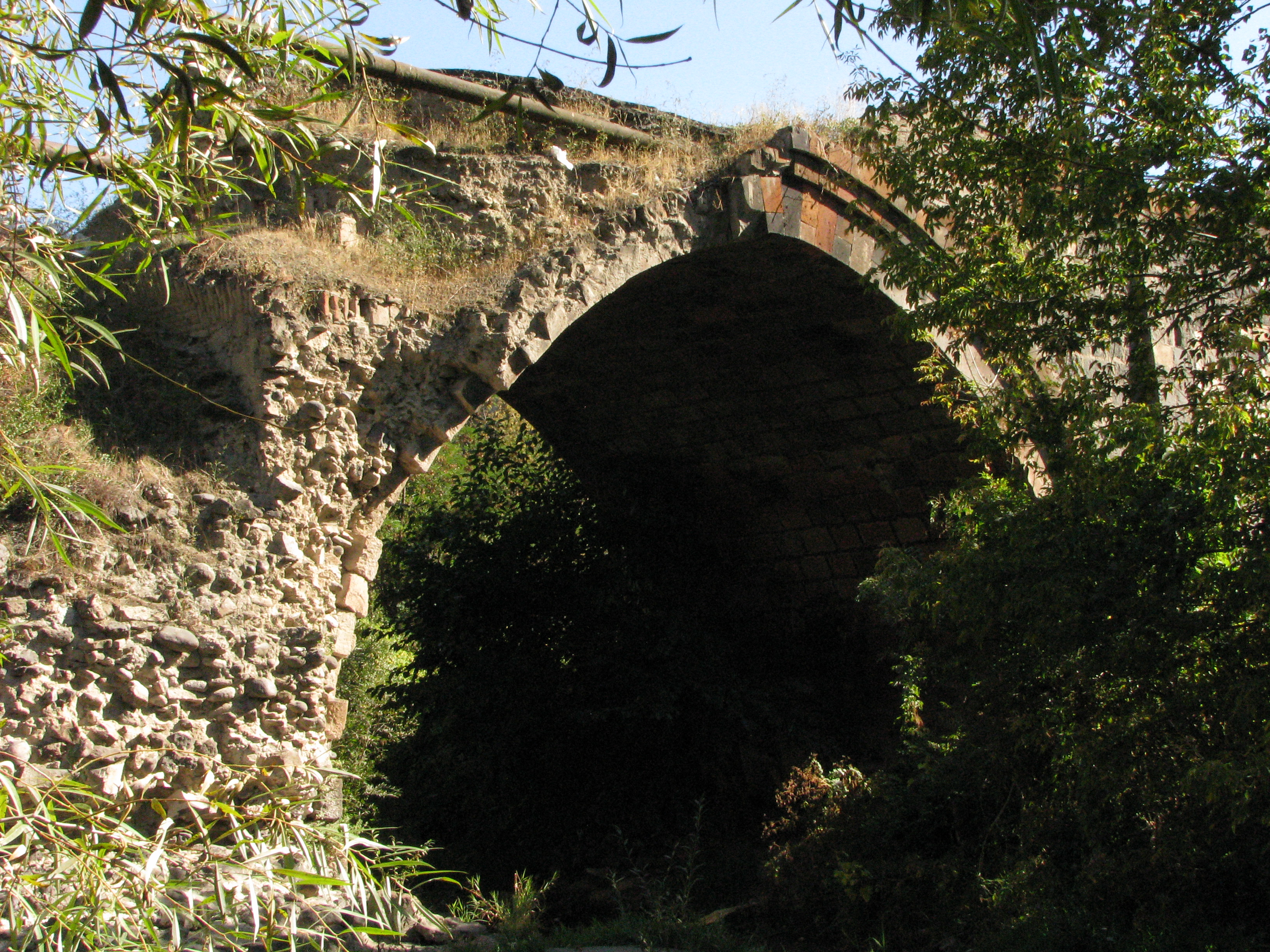
Röda bron

Röda bron (armeniska: Կարմիր կամուրջ, Karmir Gamourtch) är en bro över floden Hrazdan i Jerevan i Armenien som numera är bitvis raserad och utgör en ruin.
Det har funnits en bro på samma plats också före den nuvarande, som byggdes 1679. Bron bär namnet "Röda bron" från den rödaktiga tuff som den är byggd av. Bron kallades också "Hoca P'ilavi" efter den köpman som finansierade den ursprungliga bron. Bron byggdes om 1830 under den ryska tiden.
Röda bron är 80 meter lång och 11 meter hög. Den hade fyra bågar, två i mitten och två på sidorna.

## Bildgalleri

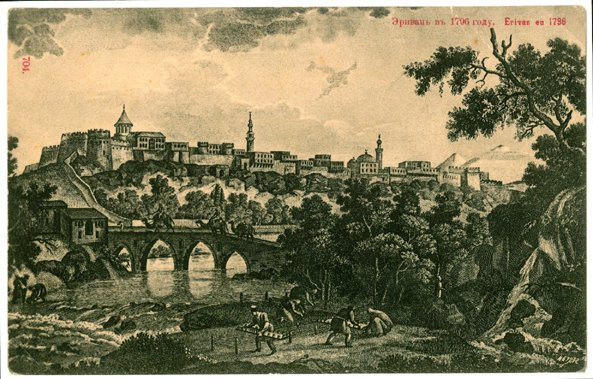
Jerevan 1796
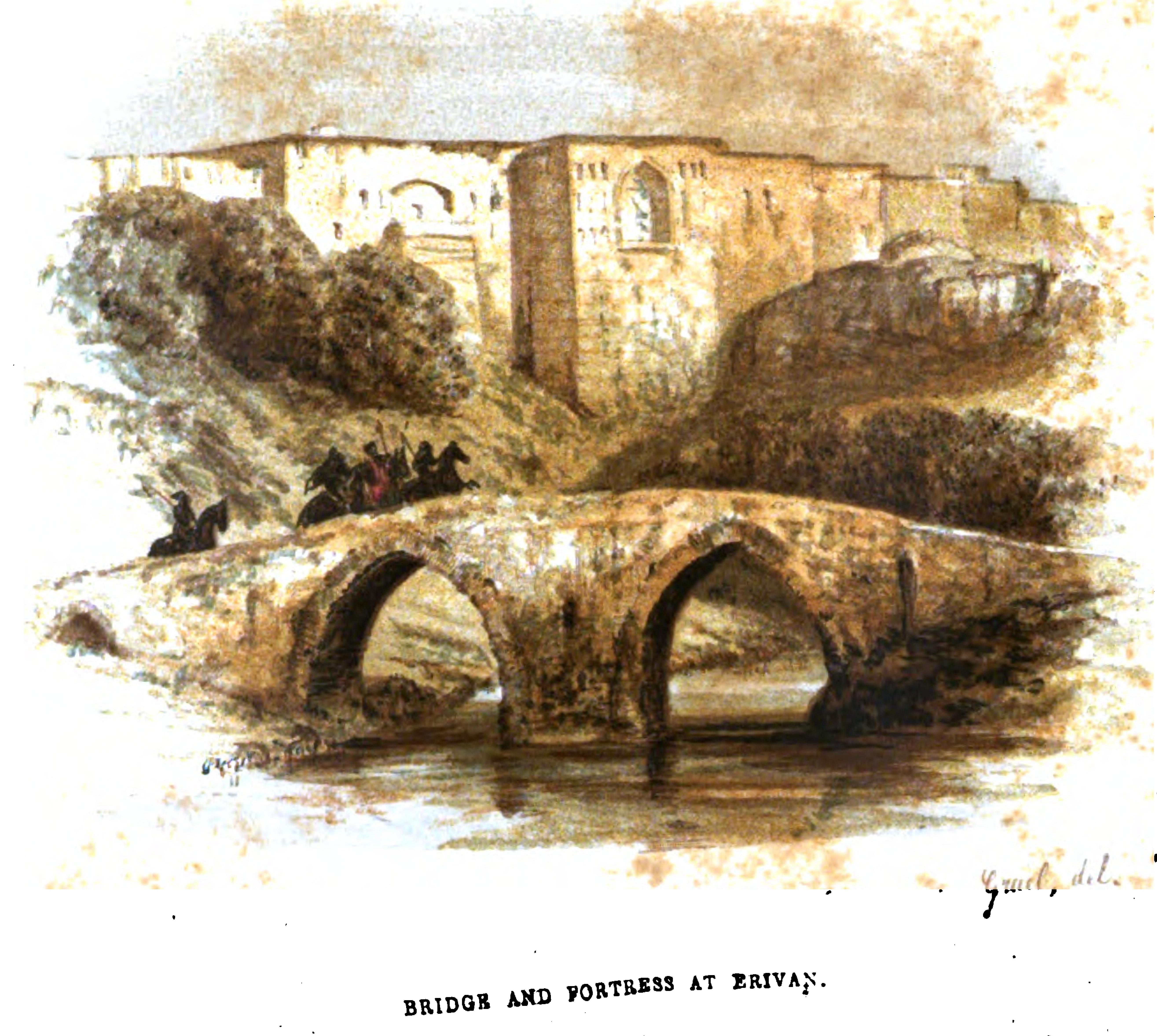
Bro och Jerevans fästning 1854
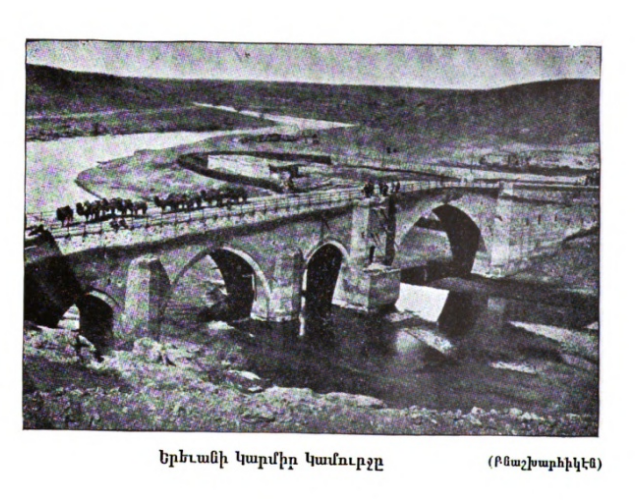
1921
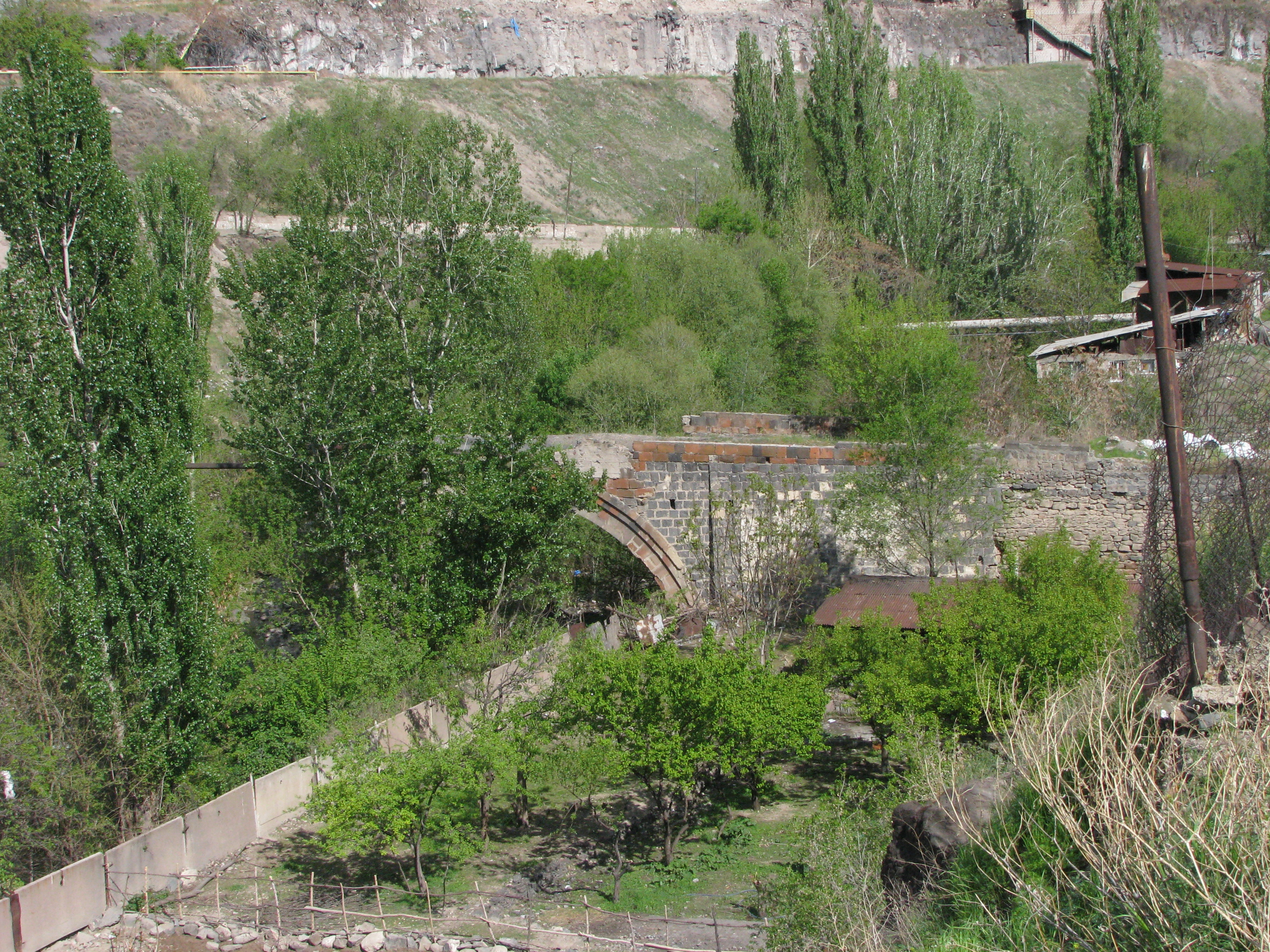
Röda bron och Hrazdanravinen